# Copris orion
Copris orion är en skalbaggsart som beskrevs av Johann Christoph Friedrich Klug 1835. Copris orion ingår i släktet Copris och familjen bladhorningar.

## Underarter
Arten delas in i följande underarter:
- C. o. caffer
- C. o. overlaeti
- C. o. centralis